# Parque de São Roque
O Parque de São Roque ou Quinta da Lameira tem mais de 4 hectares de área e  foi adquirido pela Câmara Municipal do Porto em 1979 à família Cálem. A área que corresponde actualmente ao Parque foi  em tempos Quinta da Lameira a qual teve origem na divisão da Quinta da Bela-Vista.
A abertura como jardim ao público fez-se em 20 de Julho 1979 e tornou-se desde então um autêntico pulmão da zona oriental da cidade do Porto. Nessa altura foram instaladas no Parque vária peças escultóricas e foi também colocada uma capela até então existente no Largo Actor Dias.
O seu  arranjo é em patamares, com um ambiente característico dum jardim romântico, com recantos, um chafariz em ferro forjado, um lago, zonas mais sombrias, um miradouro circular, um lago em gruta. Conta também com pequenas construções graníticas, outrora casa de trabalho agora adaptadas a novas funções. Na zona superior tem uma mata de eucaliptos frondosa e fresca. O seu ex-libris é um excelente e lindo labirinto construído por sebes (Buxus sempervirens), que visto de um plano superior  lhe conferem um excelente efeito paisagístico. Os seus patamares vão desde a Travessa das Antas, onde também tem uma entrada, até  á Rua de São Roque da Lameira, local onde fica a antiga casa apalaçada  datada de 1792.
Na casa apalaçada funcionou em tempos o Gabinete de Planeamento Urbanístico da Câmara Municipal do Porto. No seu interior ainda se pode observar algum do espólio original. Destacam-se os tectos ricamente decorados, as portas, o espelho da entrada, etc. (ver ligações externas). 
Depois de estar degradada e num triste estado de abandono foi restaurada, abrindo ao público em outubro de 2019 como centro de exposições de arte contemporânea.

## Algumas espécies presentes no parque
- Sobreiro (Quercus Suber) Família: Fagaceae
- Eucalipto ("") Família:[Myrtaceae]
- Cameleira ou Japoneira (Camellia japonica) Família: Theaceae